# Aschamühle
Aschamühle ist ein Ortsteil des Marktes Winklarn (Verwaltungsgemeinschaft Oberviechtach) im Oberpfälzer Landkreis Schwandorf in Bayern und liegt in der Region Oberpfalz-Nord.

## Geografie
Aschamühle liegt am Ufer der Ascha an der Staatsstraße 2152. Die Ascha bildet in dem flachen Abschnitt zwischen Aschahof und Hundhagermühl mehrere Seitenarme.
Nördlich von Aschamühle befindet sich die Flur „Auf der Öd“, eine Senke mit vielen großen und kleinen Weihern. Sie ist ein typisches Beispiel für mineralischen Nassboden oder Gleiboden, in dem der Grundwasserspiegel 40 bis 80 Zentimeter tief liegt. Bei diesem Bodentyp folgt auf eine dünne dunkelbraune Oberbodenschicht graue rostfleckige Erde. Gleichmäßig bläulich-graue Schichten – der eigentliche Glei-Horizont – befinden sich darunter im Bereich des Grundwassers. Diese Böden tragen mäßig ergiebige Wiesen, durchsetzt mit Sauergräsern, Moosen und Binsen. Sie sind ausgelaugt und arm an Nährstoffen jeder Art.
Im Frühling ist das ganze Gebiet bedeckt mit leuchtend gelben Sumpfdotterblumen. Zahlreiche Vögel, Schlangen, Kröten, Frösche, Teichmolche und andere Wildtiere finden hier Zuflucht.
Östlich der Ortschaft Aschamühle liegt ein großes Waldgebiet, das Teil des weithin sichtbaren Frauensteins ist. Dessen höchste Erhebung ist der Signalberg (887 m). Auf dem Frauenstein befindet sich auch die Ruine der Burg Frauenstein (in 835 m Höhe). Aschamühle liegt im Naturpark Oberpfälzer Wald, etwa vier Kilometer nördlich vom Kernort Winklarn entfernt.
Die Bundesstraße 22 verläuft südlich in ungefähr vier Kilometer Entfernung, während die östlich verlaufende Grenze zu Tschechien etwa zehn Kilometer weit entfernt ist.
Nachbarorte sind im Nordosten Aschahof, im Südosten Pondorf
und im Südwesten Schneeberg.
Zum 31. Dezember 1969 wurde Aschamühle als Teil der Gemeinde Schneeberg aufgeführt, zu der die Gemeindeteile Schneeberg, Aschahof, Aschamühle, Buchhof, Forsthof, Höll, Hundhagermühle, Windhals gehörten und die zu diesem Zeitpunkt insgesamt 277 Einwohner hatte.
Am 31. Dezember 1990 hatte Aschamühle zwei Einwohner und gehörte zur Pfarrei Winklarn.